# Burgruine Straufhain
Die Burg Straufhain ist die Ruine der mittelalterlichen „Burg Struphe“ auf dem Berg Straufhain bei Streufdorf im Landkreis Hildburghausen in Thüringen, Deutschland.

## Geographische Lage

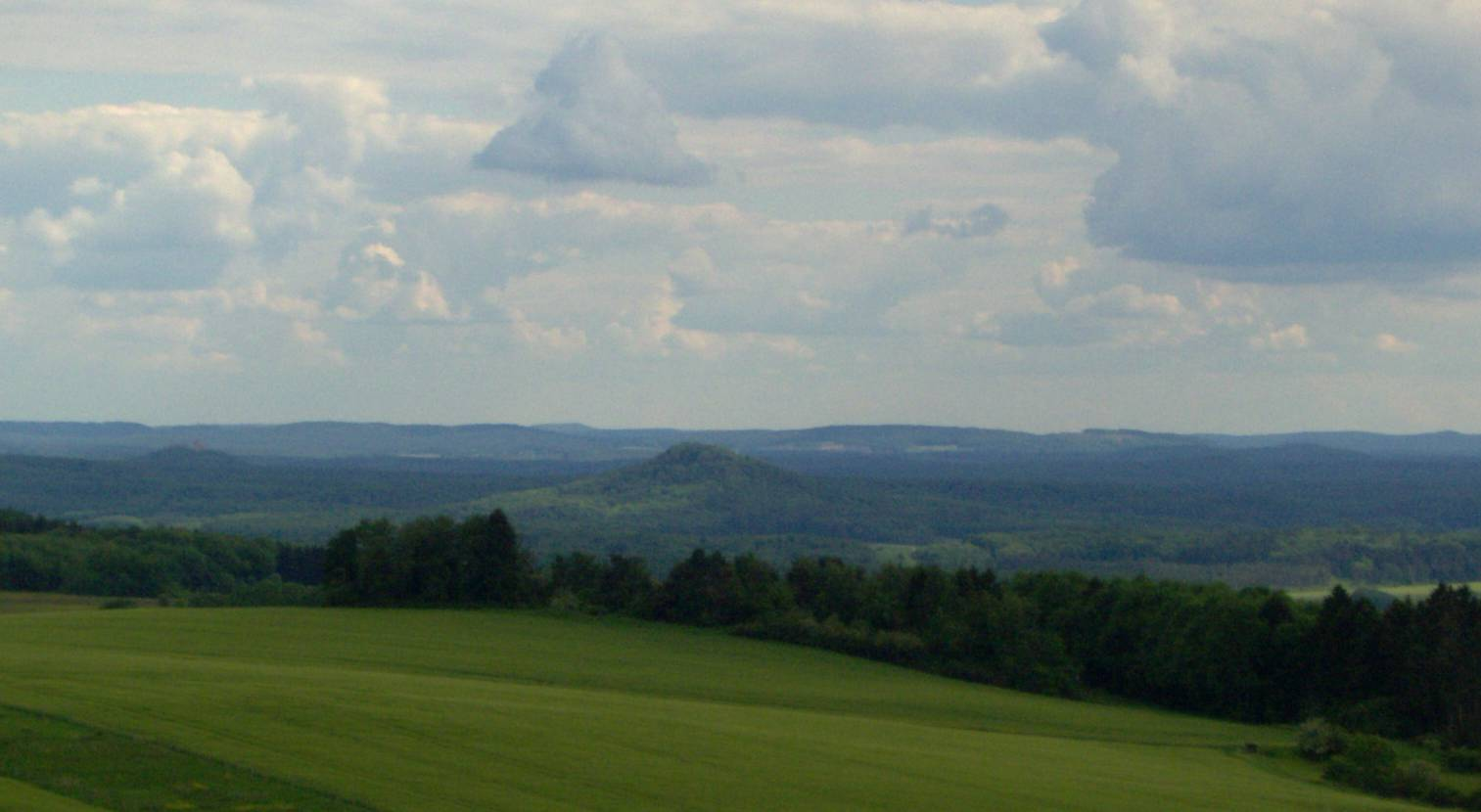
Straufhain vom Hildburghäuser Stadtberg

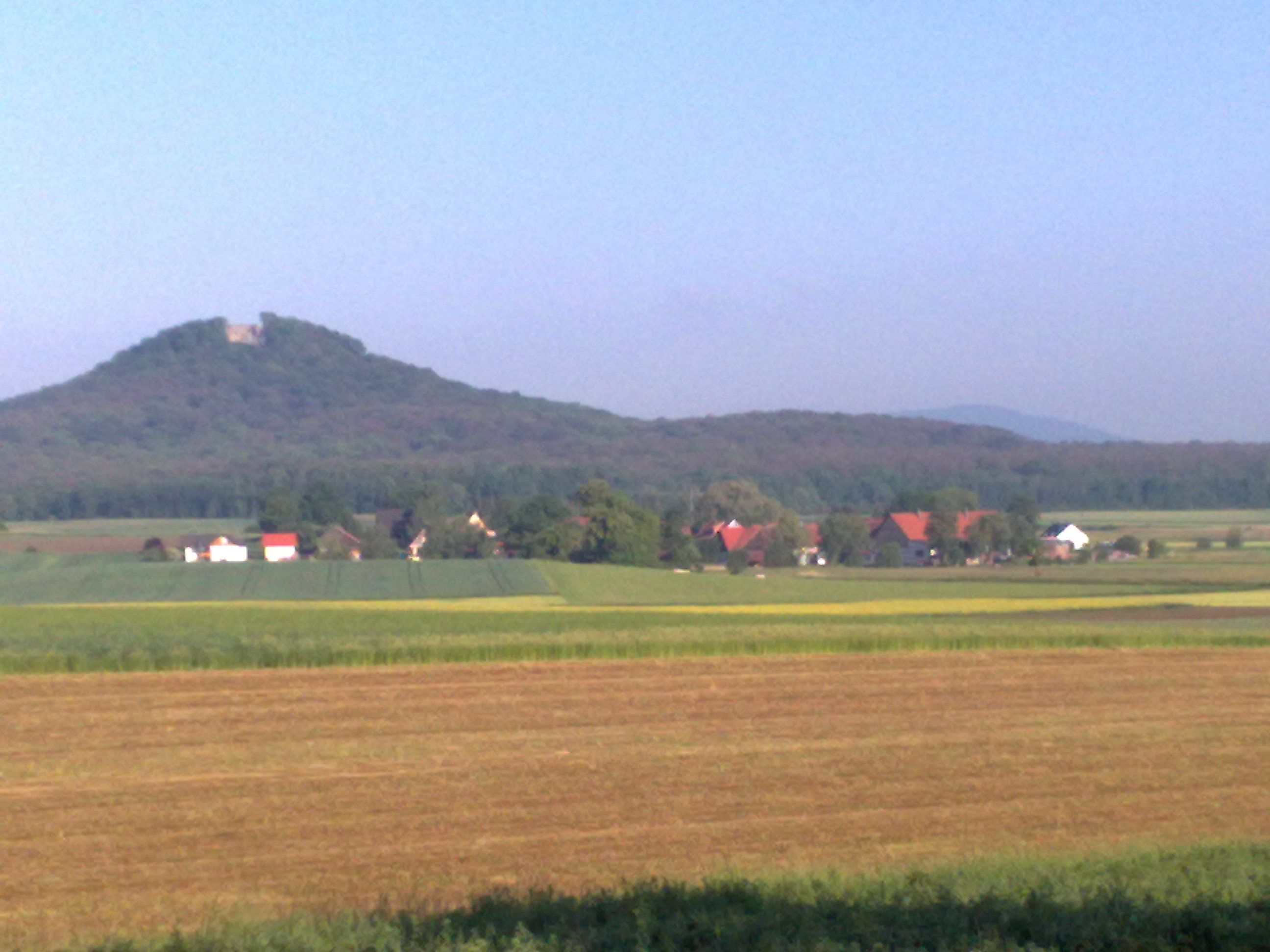
Straufhain aus Ost-Süd-Ost, im Vordergrund Rudelsdorf

Die Ruine der Höhenburg liegt auf dem Gipfel des Straufhain, der mit 449 m ü. NN die  höchste Erhebung des Heldburger Landes ist.
Die alte Bezeichnung für die Burg war „Struphe“ und später „Strauf“. Die spätere Bezeichnung „Straufhain“ für den die Burg umgebenden Wald (ein Weißbuchen- und Eichenwald) wird heute für den Wald, den Berg und für die Burgruine gleichermaßen benutzt. Die Ruine Straufhain war bis vor Kurzem weitgehend von dichtem Laubwald verdeckt und nur im Winterhalbjahr vom Tal aus zu erkennen. Nach Freischneiden der Blickachsen ist die Ruine wieder während des ganzen Jahres weithin sichtbar.

## Baubeschreibung
Heute sind nur noch Reste des einstigen Palas erhalten, die dicken Mauern sind dennoch recht eindrucksvoll. Da schriftliche Zeugnisse über die Burg sehr rar sind, hat es mehrere Versuche gegeben, die ursprüngliche Burg zu rekonstruieren, oft von Spekulationen überlagert. Sicher ist, dass sie aus mehreren Gebäuden bestand, die den gesamten Gipfel einnahmen, durch Unterbauung musste wegen der beengten Platzverhältnisse die Fläche künstlich erweitert werden. Eine Mantelmauer umgab auf dem Gipfel die Burg, die Außenwände der Gebäude einbeziehend. Etwas unterhalb versperrte eine weitere Deckungsmauer den Zugang, der nur über Zugbrücken möglich war. Noch weiter unterhalb folgte auf einen Wallgraben eine den gesamten Berg umgebende Zwingermauer. Problematisch war die Wasserversorgung der Burg, die im Notfall aus Zisternen notdürftig möglich war, eine Quelle außerhalb der Ringmauer war nicht verlässlich, am Fuße des Berges lieferte eine weitere das frische Wasser, das mit Eseln hinaufgeschafft werden musste. Das Wasserproblem war sicherlich einer der Hauptgründe für die spätere Aufgabe der Burg.

## Geschichte
Die benachbarten Siedlungen „strufedorp“ (heute Streufdorf) und „siduchestat“ (heute Seidingstadt), beide gehören heute zur Gemeinde Straufhain, werden 800 gemeinsam in einer Urkunde genannt, die Burg könnte zu dieser Zeit schon existiert haben. Damals beherrschte das Grafengeschlecht von Wildberg die Gegend. 1156 ist durch eine Urkunde Bischof Gebhards von Würzburg ein „Helbold de Strufe“ als Lehnsmann Markgraf Albrechts des Bären in dessen Eigenschaft als Graf von Weimar-Orlamünde bezeugt. Später besaßen die Grafen von Henneberg, die so genannten „Popponen“ die Burg, die in der Geschichte Frankens eine bedeutende Rolle spielten. Unter Poppo VI., er heiratete 1136 Pfalzgräfin Bertha von Sachsen, erlebte Burg Struphe eine Blütezeit, Minnesänger unterhielten die Gesellschaften und in Seidingstadt fanden Ritterturniere statt. Unter Poppo VII. (er nannte sich Poppo comes de Struphe und regierte 1190 bis 1245) und seiner Gemahlin Jutta von Thüringen war Burg Struphe ein reichsbedeutendes kulturelles Zentrum. Einer seiner Söhne, Hermann I. von Henneberg und Graf von Struphe bzw. Strauf heiratete 1245 am königlichen Hof zu Mainz Margarethe, die Schwester des römisch-deutschen Königs Wilhelm von Holland. Ihren Sohn nannten sie wieder Poppo. Auch zu ihrer Zeit war die Burg ein kulturelles Zentrum, der Machtbereich umfasste ab 1247 auch die Pflege Coburg. Damit war Burg Struphe das größte Machtzentrum der Region südlich des Thüringer Waldes. Ab dem 14. Jahrhundert verlor der Straufhain nach und nach seine Bedeutung als Burg des herrschenden Adels. Um 1525 wurde die zum Raubritternest heruntergekommene Burg während des Bauernkriegs von aufständischen Bauern zerstört. Die Nachbarburgen Veste Coburg und Veste Heldburg hatten zwischenzeitlich die Rolle des seitdem verlassenen Straufhain übernommen. Die Herzöge von Sachsen-Hildburghausen liebten den stillen Ort mit der Ruine, mit ihr als Kulisse fanden auf dem Berg Theateraufführungen und vaterländische Zeremonien statt. In Seidingstadt errichteten die Herzöge ein Jagdschloss (das die DDR-Behörden verfallen und abreißen ließen). Die Wälder um den Straufhain waren immer ein beliebtes Jagdrevier. Um 1780 standen noch vier Etagen des Palas als Ruine. Heimatfreunde haben sich immer wieder bemüht, die Ruine zu erhalten.